# ألدو رافاييل فورت
ألدو رافاييل فورت (بالإنجليزية: Aldo Rafael Forte)‏ هو عالم موسيقى وملحن أمريكي، ولد في 1953.

## وصلات خارجية
- الموقع الرسمي